# Éléonore (film)
Pour les articles homonymes, voir Éléonore.
Pour plus de détails, voir Fiche technique et Distribution.
Éléonore est une comédie française écrite et réalisée par Amro Hamzawi, sortie en 2020.

## Synopsis
Éléonore, vilain petit canard de la famille, sans cesse rabaissée par sa mère et sa sœur à qui tout réussit, est une adulte dépressive et écrivaine non reconnue. Sous leur influence et après qu’elles lui aient imposé de changer de code vestimentaire, elle accepte de changer de vie et prend un travail chez un éditeur spécialisé dans les romances érotiques. Mais peu habituée au travail et aux rapports sociaux, elle agit sans filtre et commet de nombreuses gaffes avec son nouveau patron, personnage austère et intransigeant dans le travail.

## Fiche technique
Sauf indication contraire, les informations mentionnées dans cette section peuvent être confirmées par la base de données cinématographiques IMDb,  présente dans la section « Liens externes ».
- Titre original : Éléonore
- Titre anglais : Just Like a Woman
- Réalisation et scénario : Amro Hamzawi
- Décors : François-Renaud Labarthe, Stéphane Perazzi
- Costumes : Carole Gérard
- Photographie : Léo Hinstin
- Montage : Martial Salomon, Michel Klochendler
- Son : Utku Insel
- Musique : Alexandre de La Baume
- Production déléguée : Emmanuel Chaumet
- Coproduction : Nora Hamzawi
- Société de production : Ecce Films
- Société de distribution : ARP Sélection (France)
- Budget : 1,22 million d'euros
- Pays de production :  France
- Langue originale : français
- Format : couleur
- Genre : comédie
- Durée : 84 minutes
- Dates de sortie :
  - France : 28 août 2020 (Festival du film francophone d'Angoulême)[1] ; 23 septembre 2020 (sortie nationale)

## Distribution
- Nora Hamzawi : Éléonore
- André Marcon : Harold Graziani
- Dominique Reymond : Martine, la mère d'Éléonore
- Julia Faure : Honorine, la sœur d'Éléonore
- Arthur Igual : Lucas
- Joséphine de La Baume : Chloé Safir
- Raoul Fernandez : Brieu
- Violaine Gillibert : Sarah
- Guilaine Londez : Johanna, la secrétaire d'Harold
- Jean-Luc Vincent : le psychiatre
- Pauline Lorillard : la voyante
- Thomas Scimeca : Paul
- Anne-Lise Heimburger : Cécile Trompette
- Haroun : le nouvel assistant
- Lucas Bonnifait : Franck
- Violeta Sanchez : Dominique
- Ethan Achard : garçon roux

## Accueil critique
L'accueil critique est majoritairement négatif.
Si Le Monde salue l'interprétation « délicate » de Nora Hamzawi, le scénario, « derrière ses intentions louables et sa critique sous-jacente », « pèche par sa prévisibilité ». Libération évoque une « satire laborieuse qui manque de relief », portée par des personnages « faussement authentique[s] » et attendus : « de facilités en pistes laborieuses (éveil lesbien fantoche, satire de la bourgeoisie aigrelette), l'ensemble ne surmonte jamais l'impression d’un film un peu boiteux, auquel rien ne vient donner du grain ». Si Télérama salue la prestation des comédiens, l'hebdomadaire déplore une « mollesse insignifiante, tant dans l’écriture que dans la mise en scène », débouchant sur des « saynètes sans surprise ». Pour Le Figaro, « la quête de l'identité est surlignée et les personnages ne suscitent pas beaucoup d'empathie ». Le Parisien décrit un film qui, malgré sa distribution, reste « sans relief », et « ne prend pas ». Pour Le Nouvel Observateur, le film donne « l'impression d'un brouillon, tourné avec les moyens du bord ». Les Inrocks y voient, eux, « une énième déclinaison [d'un] personnage de « trentenaire attachiante » », qui ne parvient pas à rendre son héroïne sympathique.
Quand Le Journal du dimanche parle d'un « téléfilm sympathiquement anecdotique », Ouest France déplore son manque d'originalité et Le Soir qualifie le film de « très maladroit ». La Voix du Nord y voit « une crise existentielle égocentrée et brouillonne », plombée par « l’antipathie persistante de nombreux personnages ». Sud Ouest évoque « une comédie très faible où les personnages sont des caricatures ». La RTBF déplore « un manque de rythme, de punch, de fantaisie », marqué par « un esprit parisien qui croit que lâcher quelques vannes suffit pour tenir la distance ». A contrario, Elli Mastorou (également RTBF) livre l'analyse suivante: « si certains personnages sont écrits un peu à gros traits, derrière la caricature, le réalisateur Amro Hamzawi (et grand frère de Nora dans la vie) s'inspire d’une réalité : la définition de la « réussite » dans notre société ».
Au Masque et la Plume, le film est qualifié de « raté » par Jérôme Garcin, qui lui reproche de ne pas avoir de sujet. Xavier Leherpeur n'y voit « rien d'autre qu'un court-métrage », qui « ne va nulle part », « sans ligne directrice », dans lequel le spectateur ne trouve pas sa place et qui ressemble plutôt à un programme court pour la télévision. Charlotte Lipinska évoque un film « complètement raté », « mou », « pas rythmé », « pas drôle », avec des « affèteries » gratuites de mise en scène et des personnages secondaires « monolithiques ». Michel Ciment salue la prestation d'André Marcon mais juge le film « répétitif », « laborieux » et « faible visuellement ». Eva Bettan parle d'un film « pas extraordinaire » sans être antipathique, conformiste dans son anticonformisme, « fait de redites », qui fonctionnerait sur un quart d'heure.
Plus clément, Les Échos voit le film comme un « portrait spirituel et sensible » qui « confirme le talent précieux de la comédienne et humoriste ». Les Echos du Weekend y voit une « comédie douce-amère qui, derrière sa légèreté de ton, radiographie les dégâts engendrés par les injonctions familiales et par le culte du conformisme ». Pour La Croix, le film, « aux accents mélancoliques », est servi « par les beaux rôles secondaires offerts à André Marcon et Dominique Reymond ». Pour Causette, « drôle sans être désopilant, mélancolique sans être plombant, Eléonore est un premier film attachant qui s'échappe volontiers des sentiers balisés ». Selon Femme actuelle, le film est « une délicieuse ode à la liberté d'être soi-même ». Selon Closer, « fantaisie et mélancolie rendent attachant ce portrait d'une trentenaire dépressive ». Pour Elle, « Nora Hamzawi séduit par son côté gauche et nous touche par sa sincérité ».
France-Soir salue la prestation d'André Marcon et évoque une comédie douce-amère qui « part parfois dans des directions inattendues, à l'image du personnage ». Pour 20 Minutes, « cette métamorphose pas toujours facile permet à Nora Hamzawi de jouer sur toute une palette de sentiments et de mettre en avant la singularité de son immense talent ». Selon le site À voir à lire, « ce portrait haut en couleur révèle une vraie difficulté pour les trentenaires d'aujourd'hui à trouver leur place dans la société que nous leur avons laissée ». De son côté, L'Avant-scène cinéma décrit le film comme « une comédie juive new-yorkaise made in Paris qui jongle avec un humour sous influence freudienne pour dépeindre un mal de vivre qui dévaste tout autour de lui ».

## Distinctions
Le film a obtenu l'avance sur recettes après réalisation du CNC.
Il est sélectionné en compétition officielle pour la treizième édition du Festival du film francophone d'Angoulême, se déroulant du 28 août au 2 septembre 2020.
Il est également sélectionné dans l'édition 2020 du Festival de films francophones Cinemania à Montréal, dans la catégorie « comédies d'un genre nouveau ». Ainsi que dans la compétition internationale du Festival du Film Francophone de Tübingen Stuttgart Edition 2020.
Il fait partie de la sélection de la 35e édition du Fort Lauderdale International Film Festival.

## Box office
Le film sort le 23 septembre 2020 dans 192 salles et comptabilise 3 650 entrées pour sa première journée. Après une semaine, en pleine crise sanitaire, le film cumule seulement 20 445 entrées .